# Белорусская деловая газета
«Белорусская деловая газета» (бел. «Беларуская дзелавая газета»; «рус. БДГ. Деловая газета») — белорусская общественно-политическая газета, основанная в 1992 году. Неизменным главным редактором был Пётр Марцев. Учредителем и издателем «БДГ» являлась издательское частное унитарное предприятие «Марат», газета позиционировала себя как «ежедневное независимое издание деловых и политических кругов Белоруссии»; объективно была одним из наиболее авторитетных независимых СМИ страны. За время деятельности «БДГ» неоднократно предпринимались попытки приостановить её выпуск по разным причинам, однако каждый раз выпуск издания восстанавливался.

## Редакторство Светланы Калинкиной
В 2003 году на пост редактора заступила Светлана Калинкина. В газете стали публиковаться репортажи и статьи, критикующие правительство Лукашенко, в том числе серия материалов о суде над экс-директором концерна «Белгоспищепром» Виктором Казеко, коррупционном процессе над бывшим директором Минского тракторного завода Михаилом Леоновым и читательский опрос, должен ли народ разрешить Лукашенко использовать свой президентский самолёт для личного пользования. Статьи репортёра Ирины Халип о коррупции в среде официальных властей привели к кратковременному приостановлению печати газеты за «оскорбление чести и достоинства президента».
3 июня 2003 года вышел совместный номер «Белорусской деловой газеты» и «Салідарнасці»: таким образом редакция «Салідарнасці» поддержала «БДГ», которую запрещали власти.
Вскоре газета была подвергнута и официальной кампании преследования: «политически мотивированные налоговые проверки, угрозы убийства и задержания». Министерство информации Республики Беларусь начало запугивать типографии, которые бы согласилась печатать газету, что вынудило «БДГ» переехать печататься в российском Смоленске.
В 2004 году Комитет защиты журналистов наградил Калинкину Международной премией за свободу прессы, совершив «признание мужественной журналистики» за её работу с «БДГ». Комитет высоко оценил её «критическое освещение различных злоупотреблений со стороны правительства» под угрозой «юридических и бюрократических преследований со стороны белорусских властей на протяжении ряда лет».

## Наши дни
Газета прекратила выход в связи с запретом печататься в белорусских типографиях и распространения через РУП «Белпочта» и РУП «Белсоюзпечать» в 2006 году; в то время еженедельный тираж составлял 65–70 тысяч экземпляров.
Сегодня существует интернет-версия издания «БДГ Деловая газета».

## Награды
В 2001 году издание получило премию имени Герда Буцериуса «Свободная пресса Восточной Европы».

## Полезные ссылки
- БДГ Деловая газета Архивная копия от 18 марта 2022 на Wayback Machine (рус.)